# Kassandra
A Kassandra 1992 és 1993 között vetített venezuelai teleregény, amelyet Delia Fiallo írt és alkotott. A főbb szerepekben Coraima Torres, Osvaldo Ríos, Henry Soto, Nury Flores és Raúl Xiqués látható.
Venezuelában 1992. szeptember 30-án az RCTV, Magyarországon 1999. március 16-án a TV2 mutatta be.
A telenovella a Peregrina című Televisa-sorozat remakeje.
Venezuelán kívül számos más országban nagy sikert ért ért el, többek között Romániában, Macedóniában, Szerbiában, Bulgáriában, Oroszországban, a többi kelet-európai országban, Szíriában, Indonéziában, Olaszországban és más országokban. Ezzel bekerült a Guinness Rekordok Könyvébe, mint a legtöbb országban (128) vetített spanyol nyelvű sorozat.

## Történet
A történet 20 évvel ezelőtt kezdődik, amikor Caracas egyik külvárosába vándorcirkusz érkezik. Andreina Arochát, a gazdag földbirtokos lányát ámulatba ejtik a bohócok, a vadon élő állatok és a cigányok világa. Az egyik cigány asszony megjósolja jövőjét, miszerint tragikus sors vár rá. Egy évvel később a cirkusz visszatér, Andreina szülés közben meghal, de egy egészséges kislánynak ad életet. Eközben az egyik cigány asszony is megszüli gyermekét, aki egy halva született fiú, de az asszony is belehal a szülésbe. Herminia, Andreina gonosz, gátlástalan és túlságosan ambiciózus mostohaanyja ördögi tervet eszel ki. Egy hűséges szolgálóval kicserélteti a csecsemőket, így a kislány a cigányokhoz kerül, míg a halott kisfiút a kiságyba fekteti. Mindezt annak érdekében teszi, hogy előző házasságából származó ikerfiait juttassa az Arocha-örökséghez.
Évekkel később a cirkusz ismét visszatér a városba, Kassandra gyönyörű fiatal nővé érett, akinek nagymamája már csecsemő korában, a cigány hagyományok szerint odaígérte kezét Randunak, a durva fiatalembernek, aki időközben a cigányok vezetője lett.
Az első éjszaka, amikor a cirkusz a városba érkezik, Kassandra vőlegényével, Randuval táncol, amikor a tömegben megpillantja Luis Davidot, Herminia egyik fiát. Egy egész estét átbeszélgetnek, és egymásba szeretnek. Másnap Luis David szó nélkül elhagyja a város. Helyette Luis Davis testvére, Ignació kezd udvarolni Kassandrának, aki hamar rájön, hogy a lány az Arocha-vagyon igazi örököse. Ezért rögtön feleségül kéri Kassandrát, aki igent mond neki, mert azt hiszi, hogy ő Luis David, akit annyira szeret. A nászéjszakán valaki meggyilkolja Ignaciót. Amikor Luis David hazatérve értesül a történtekről, azt feltételezi, hogy Kassandra Ignació gyilkosa, az indítéka pedig a pénz. Hogy ezt bebizonyítsa, átveszi Ignació szerepét és elhiteti Kassandrával, hogy ő a férje, majd titokban bosszút forral testvére haláláért, de még mindig szereti Kassandrát, és a lelke mélyén hisz az ártatlanságában, de bosszúvágya erősebbnek bizonyul.

## Szereplők
| Színész             | Szerep                                     | Magyar hang        |
| ------------------- | ------------------------------------------ | ------------------ |
| Coraima Torres      | Kassandra Rangel / Andreína Arocha Salazar | Roatis Andrea      |
| Osvaldo Ríos        | Luis David Contreras / Ignacio Contreras   | Németh Kristóf     |
| Henry Soto          | Randú                                      | Bognár Tamás       |
| Nury Flores         | Herminia de Arocha                         | Menszátor Magdolna |
| Raúl Xiqués         | Alfonso Arocha                             | Kránitz Lajos      |
| Cecilia Villarreal  | Gema Salazar                               | Kiss Erika         |
| Esperanza Magaz     | Dorinda                                    | Pásztor Erzsi      |
| Rosaura Osorio      | Loly Sánchez                               | Juhász Judit       |
| Alexander Milic     | Matías Osorio                              | Papp János         |
| Carmencita Padrón   | Ofelia Alonso                              | Szénási Kata       |
| Juan Frankis        | Marcelino                                  | Makay Sándor       |
| Hylene Rodríguez    | Lilia Rosa Alonso                          | Vadász Bea         |
| Verónica Cortez     | Yaritza                                    | Oláh Orsolya       |
| Rafael Romero       | Glinka                                     | Seder Gábor        |
| Margarita Hernández | 'Norma De Castro                           | Timkó Eszter       |

## Fordítás
- Ez a szócikk részben vagy egészben  a   Kassandra (TV series) című angol Wikipédia-szócikk fordításán alapul.  Az eredeti cikk szerkesztőit annak laptörténete sorolja fel. Ez a jelzés csupán a megfogalmazás eredetét és a szerzői jogokat jelzi, nem szolgál a cikkben szereplő információk forrásmegjelöléseként.